# Alexandra Massaleva
Alexandra Massaleva est une pianiste russe née en 1995 à Saint-Petersbourg (Russie).

## Biographie
Alexandra Massaleva commence ses études musicales à l'âge de 5 ans dans le cadre de la fondation SOS Talents, sous la direction du pianiste et pédagogue Michel Sogny. 
Elle se produit pour la première fois sur scène à l'âge de 7 ans au concert de gala de la fondation. Les années suivantes, elle participe à de nombreux festivals et donne de nombreux concerts,.Diplômé École de musique spéciale secondaire-lycée au Conservatoire d'État de Saint-Pétersbourg nommé d'après N. A. Rimsky-Korsakov dans la classe de Marina Veniaminovna Wolf.
Elle poursuit ses études au Conservatoire de Saint-Petersbourg.
Elle se produit le 11 mai 2016 au Concertgebouw d'Amsterdam,, concert enregistré qui donne lieu à la publication de son premier disque sponsorisé par Caconda International Music Promotion. En 2017, elle participe au festival de Batoumi en Géorgie.